# غاريت غلاسر
غاريت غلاسر (بالإنجليزية: Garrett Glaser)‏ هو صحفي أمريكي، ولد في 25 فبراير 1953.

## وصلات خارجية
- غاريت غلاسر على موقع IMDb (الإنجليزية)